# Надпись Куль-тегина
Надпись Куль-тегина, Кюльтегина надпись — памятник древнетюркской письменности. Установлен возле монастыря Эрдени Цзу на реке Орхон, в 40 км севернее развалин города Карабаласаган в Монголии (8 в.). Высота памятника 3,15 м, ширина 1,34, толщина 0,41 м.

## История
Первые сведения о Культегинском памятнике были опубликованы в XIX веке. В науке существовало мнение, что неизвестные каменные надписи являлись древними кельтскими, готскими, греческими, славянскими, скандинавскими, финскими, даже монгольскими или калмыкскими. В 1893 году Вильгельм Томсен доказал, что надписи написаны на древнетюркском языке, первые прочтённые им слова были «тенгри» и «тюрк». Тюркологи В. В. Радлов, С. Е. Малов, казахские учёные С. Аманжолов, Г. Айдаров, К. Омиралиев и другие прочитали Орхонские надписи и исследовали их в языковом, литературном, историческом отношении. И. В. Стеблева впервые проанализировала Орхонские надписи как художественное произведение. Два памятника, установленные на могиле Куль-тегина, в науке получили название «малая надпись» и «большая надпись». Каждую из них можно назвать героической поэмой, воспевающей военные походы легендарного военного полководца тюркского государства Куль-тегина. Автор двух поэм о Куль-тегин батыре — поэт, известный общественный деятель Йоллыг тегин (VIII в.). Поэма «Куль-тегин» («малая надпись») состоит из восьми самостоятельных текстов, тесно связанных между собой по сюжету. Каждый текст — по своему содержанию отдельный рассказ. «Большая надпись» поэмы «Куль-тегин» состоит из 428 стихотворных строк (по руническому письму, на надгробии 53 ряда надписей).
Главная идея поэмы «Куль-тегин» — призыв тюркского народа к единству, совместной борьбе против внешнего врага, сохранению традиций и обычаев древних предков. В конце поэмы рассказывается, как тюркский народ переживал по поводу кончины Куль-тегин батыра, как на его похороны прибыли известные люди — послы, батыры, беки, мастера-камнетесы и др. Поэма «Куль-тегин» — высокохудожественное поэтическое произведение с глубоким идейным содержанием. 18 мая 2001 года в городе Астана в здании Евразийского университета им. Л. Гумилёва была установлена копия Культегинского памятника письменности.